# Michael Hayböck
Michael Hayböck, född den 5 mars 1991 i Linz, Österrike, är en österrikisk backhoppare.
Han tog OS-silver i herrarnas lagtävling i samband med de olympiska backhoppningstävlingarna 2014 i Sotji.